# Disobedience
Disobedience (bra: Desobediência) é um filme de drama romântico britânico-irlandês-estadunidense de 2017 dirigido por Sebastián Lelio e escrito por Lelio e Rebecca Lenkiewicz, baseado no romance homônimo de Naomi Alderman. O filme é estrelado por Rachel Weisz, Rachel McAdams e Alessandro Nivola. Situada no norte de Londres, conta a história de uma mulher que retorna para a estrita comunidade de judeus ultraortodoxos para o funeral de seu pai depois de viver em Nova York por muitos anos, tendo sido afastada de seu pai e excluída da comunidade por um motivo que se torna mais claro à medida que a história se desenrola. O filme foi produzido por Rachel Weisz, Ed Guiney e Frida Torresblanco.
Disobedience teve sua estreia mundial no Festival de Toronto em 10 de setembro de 2017. Foi lançada nos Estados Unidos em 27 de abril de 2018, pela Bleecker Street e no Reino Unido e na Irlanda em 30 de novembro de 2018, pela Curzon Artificial Eye.
O filme recebeu críticas positivas, com críticos elogiando as performances de Weisz, McAdams e Nivola, a direção de Lelio e o roteiro. Foi nomeado para os prêmios British Independent Film Awards, GLAAD Media Awards e Dorian Awards de Melhor Filme.
O filme recebeu classificações diferentes em alguns países. A empresa de classificação alemã Freiwillige Selbstkontrolle der Filmwirtschaft classificou o filme FSK 0 (lançado sem restrição de idade). A empresa do Reino Unido de classificação British Board of Film Classification classificou o filme a restrição de 15 anos (para o sexo forte).

## Sinopse
O velho Rav Krushka sucumbe à doença enquanto proferia um sermão por livre arbítrio em sua congregação judaica ortodoxa no norte de Londres. Informada que seu pai morreu, Ronit, a filha distante do Rav que vive e trabalha em Nova York como fotógrafa, voa para Londres e chega à casa de seu amigo de infância, Dovid Kuperman, um discípulo escolhido de seu pai.
Na casa de Dovid, outros membros da congregação prestam seus respeitos ao falecido. Ronit não se encaixa, pois ela se comporta de uma maneira que não está de acordo com a cultura ortodoxa. Apesar de parecer surpreso com a visita de Ronit, Dovid insiste que ela fique com ele. Ronit fica surpreso ao descobrir que Esti, uma amiga de infância de ambos, agora é a esposa de Dovid.
Ronit visita seu tio Moshe para discutir a disposição da casa de seu pai, mas descobre que seu pai deixou todos os seus bens para a sinagoga. Ela só tem permissão em casa para recuperar itens pessoais. Esti a acompanha e, depois que as duas mulheres relembram suas memórias compartilhadas da casa dos Rav, Esti beija ternamente Ronit, que inicialmente resiste, depois retribui. Esti confessa que foi ela quem notificou Ronit sobre a morte de seu pai porque queria vê-la novamente.
Esti revela que não está feliz com sua vida, que escolheu com base nos conselhos do Rav e em sua forte crença em HaShem. Depois de ser flagrada em um encontro romântico que fez Ronit deixar a comunidade, nem ela nem Esti estiveram com outras mulheres. Enquanto Ronit está implicada em ser bissexual, Esti admite que ela é lésbica. No caminho para casa, elas param em um parque próximo, local do primeiro beijo. Elas começam a se beijar e se acariciarem, mas são vistas por um casal da congregação. Esti se afasta sem ser vista, mas o casal identifica Ronit e suspeita que a outra mulher era Esti.
No dia seguinte, Esti, que trabalha como professora na escola judaica local, é chamada ao escritório da diretora depois que o casal faz uma queixa sobre o comportamento de Esti e Ronit. Na sinagoga, Dovid é convidado a assumir os deveres do Rav. Ele é avisado sobre Ronit, mas insiste que ele mantém sua casa em ordem. Enquanto isso, Ronit alcança Esti abalada e diz a ela que vai embora no dia seguinte, sem atender ao discurso fúnebre de seu pai. As duas fogem para um quarto de hotel no centro de Londres para uma tarde e noite de sexo apaixonado.
Esti chega tarde em casa e pede desculpas a Dovid, mas se recusa a fazer sexo com ele. Na manhã seguinte, Dovid informa Esti que o casal havia feito uma queixa formal com ele, e Esti confessa que beijou Ronit e depois sai de casa. Ronit está prestes a embarcar em seu voo, mas é chamada por Dovid, que relata que Esti está desaparecida. Esti finalmente volta para casa e revela que está grávida, mas quer sua liberdade, para dar ao filho a chance de decidir se faz parte da comunidade ou não.
Ronit e Esti assistem ao discurso fúnebre de Rav, que será dada por Dovid na frente de toda a congregação. Antes do início, Ronit convida Esti para morar com ela em Nova York. Dovid começa a falar, mas fica visivelmente abalado e incapaz de seguir seu texto preparado. Em vez disso, ele lembra à congregação o sermão que o Rav estava fazendo logo antes de morrer. Durante o discurso, sob o pretexto de se dirigir à congregação, ele libera Esti do casamento deles, e então rejeita publicamente a oferta de se tornar o novo guia espiritual da congregação. Esti o encontra do lado de fora e eles se abraçam; Movimentos delicados para Ronit se juntar a eles, finalmente reconciliando sua antiga amizade.
Na manhã seguinte, Dovid acorda sozinho em seu quarto. Esti dormiu no andar de baixo no sofá. Ronit está pronto para voltar para Nova York. Quando seu táxi chega, ela se despede, desejando a Dovid e Esti uma vida longa. Enquanto o táxi de Ronit está indo embora, Esti sai correndo de casa, correndo atrás dela; ela dá a Ronit um beijo final e elas prometem manter contato assim que Esti decidir onde ela vai morar. Ronit faz um desvio para o túmulo de seu pai para se despedir dele.

## Elenco
- Rachel Weisz como Ronit Krushka
- Rachel McAdams como Esti Kuperman
- Alessandro Nivola como Dovid Kuperman
- Bernardo Santos e Jonathan Schey como jovem Dovid
- Anton Lesser como Rav Krushka
- Bernice Stegers como Fruma Hartog
- Allan Corduner como Moshe Hartog
- Nicholas Woodeson como Rabino Goldfarb
- Liza Sadovy como Rebbetzin Goldfarb
- Clara Francis como Hinda
- Mark Stobbart como Lev
- Caroline Gruber como Hannah Shapiro
- Alexis Zegerman como Rivka

## Produção

### Desenvolvimento
Em 29 de setembro de 2016, foi relatado que Rachel Weisz estava preparada para produzir e estrelar uma adaptação do romance Disobedience de Naomi Alderman; com Ed Guiney e Frida Torresblanco como co-produtores, e Sebastián Lelio dirigindo um roteiro de Lelio e Rebecca Lenkiewicz. Em 4 de outubro de 2016, Rachel McAdams se juntou ao elenco, seguida por Alessandro Nivola como marido de McAdams em 7 de dezembro de 2016. O filme foi co-financiado pela Film4 Productions e FilmNation Entertainment. Matthew Herbert se juntou à produção para compor a trilha sonora.

### Filmagens
A filmagem principal da produção irlandês-britânica-americana começou em 3 de janeiro de 2017. Os locais de filmagem em Londres incluíram Cricklewood e Hendon.

## Lançamento
Em maio de 2017, a Curzon Artificial Eye adquiriu os direitos de distribuição no Reino Unido da FilmNation Entertainment, e os direitos de distribuição internacional foram adquiridos pela Roadshow (Austrália), Mars Films (França), Cinema SRL (Itália), Lev Films (Israel), Pathé (Suíça), e Sony Pictures Worldwide Acquisitions para vários territórios. A Bleecker Street adquiriu os direitos de distribuição nos EUA em setembro de 2017 e a Mongrel Media adquiriu os direitos para o Canadá.
Disobedience teve sua estreia mundial no Festival Internacional de Cinema de Toronto em 10 de setembro de 2017. O filme estreou nos Estados Unidos no Festival de Cinema de Tribeca na seção Spotlight Narrative em 24 de abril de 2018. o filme foi lançado nos cinemas nos EUA como um lançamento limitado em 27 de Abril de 2018, na Austrália em 14 de junho e em 30 de novembro no Reino Unido.

## Recepção

### Bilheteria
Disobedience arrecadou US$3,5 milhões nos Estados Unidos e Canadá e US$3,6 milhões em outros territórios, totalizando US$7,9 milhões em todo o mundo.
O filme estreou em cinco cinemas na cidade de Nova York e Los Angeles e faturou US$241,276 no fim de semana de estreia (uma média de US$ 48 mil por local), ocupando a quarta melhor média de estreia do ano até aquele momento, depois de Isle Of Dogs (US$60 mil), Avengers: Infinity War (US$55 mil) e Black Panther (US$50 mil).

### Resposta crítica
Na revisão do site Rotten Tomatoes, o filme mantém um índice de aprovação de 84% com base em 201 avaliações e uma classificação média de 7,25/10. O consenso crítico do site declara: "Disobedience explora uma variedade de temas instigantes, reforçados pelo emocionante trabalho dos protagonistas Rachel Weisz, Rachel McAdams e Alessandro Nivola". Em Metacritic, o filme tem uma pontuação média ponderada de 74 em 100, com base em 38 críticos, indicando "críticas geralmente favoráveis".
David Ehrlich, da IndieWire, elogiou a importância do assunto, a excelente atuação e boa direção, dizendo: "Uma história de amor carregada e emocionalmente sutil sobre a tensão entre a vida em que nascemos e a que queremos para nós mesmos.... Tanto Weisz quanto McAdams fazem um trabalho fenomenal de negociar quem são suas personagens versus quem elas sentem que precisam ser.... Lelio constrói um momento belo e poderosamente ambíguo que reúne todos os personagens principais."

### Premiações
| Prêmio                          | Data da cerimônia     | Categoria                           | Destinatário/nomeado                                                             | Resultado | Ref           |
| ------------------------------- | --------------------- | ----------------------------------- | -------------------------------------------------------------------------------- | --------- | ------------- |
| British Independent Film Awards | 2 de dezembro de 2018 | Melhor Filme Independente Britânico | Sebastián Lelio, Rebecca Lenkiewicz, Frida Torresblanco, Ed Guiney, Rachel Weisz | Indicado  | [ 32 ] [ 33 ] |
| British Independent Film Awards | 2 de dezembro de 2018 | Melhor Roteiro                      | Sebastián Lelio / Rebecca Lenkiewicz                                             | Indicado  |               |
| British Independent Film Awards | 2 de dezembro de 2018 | Melhor Atriz                        | Rachel Weisz                                                                     | Indicado  |               |
| British Independent Film Awards | 2 de dezembro de 2018 | Melhor Ator Coadjuvante             | Alessandro Nivola                                                                | Venceu    |               |
| British Independent Film Awards | 2 de dezembro de 2018 | Melhor atriz coadjuvante            | Rachel McAdams                                                                   | Indicado  |               |